# Haus Noetzlin

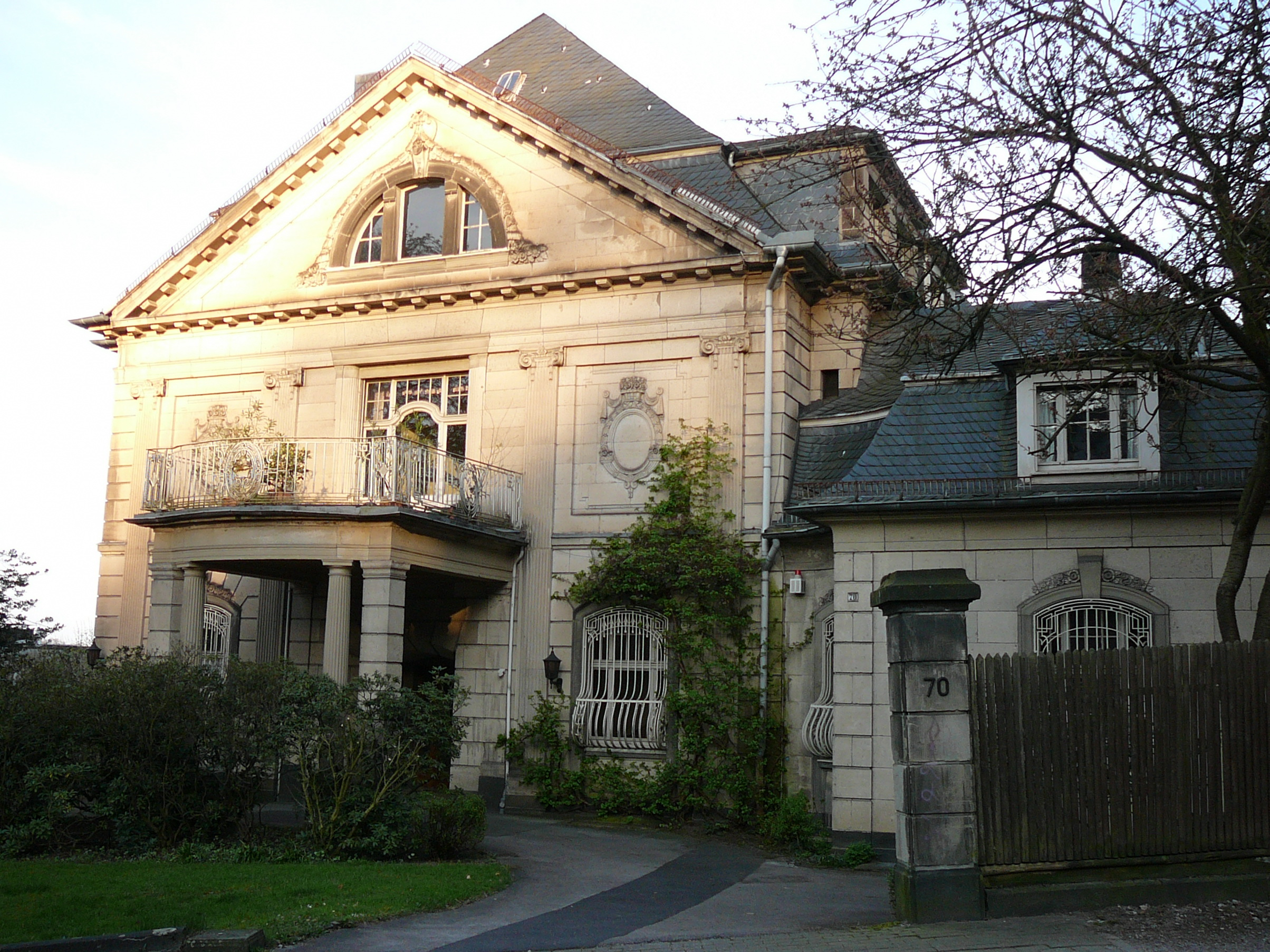
Buschhäuschen 70

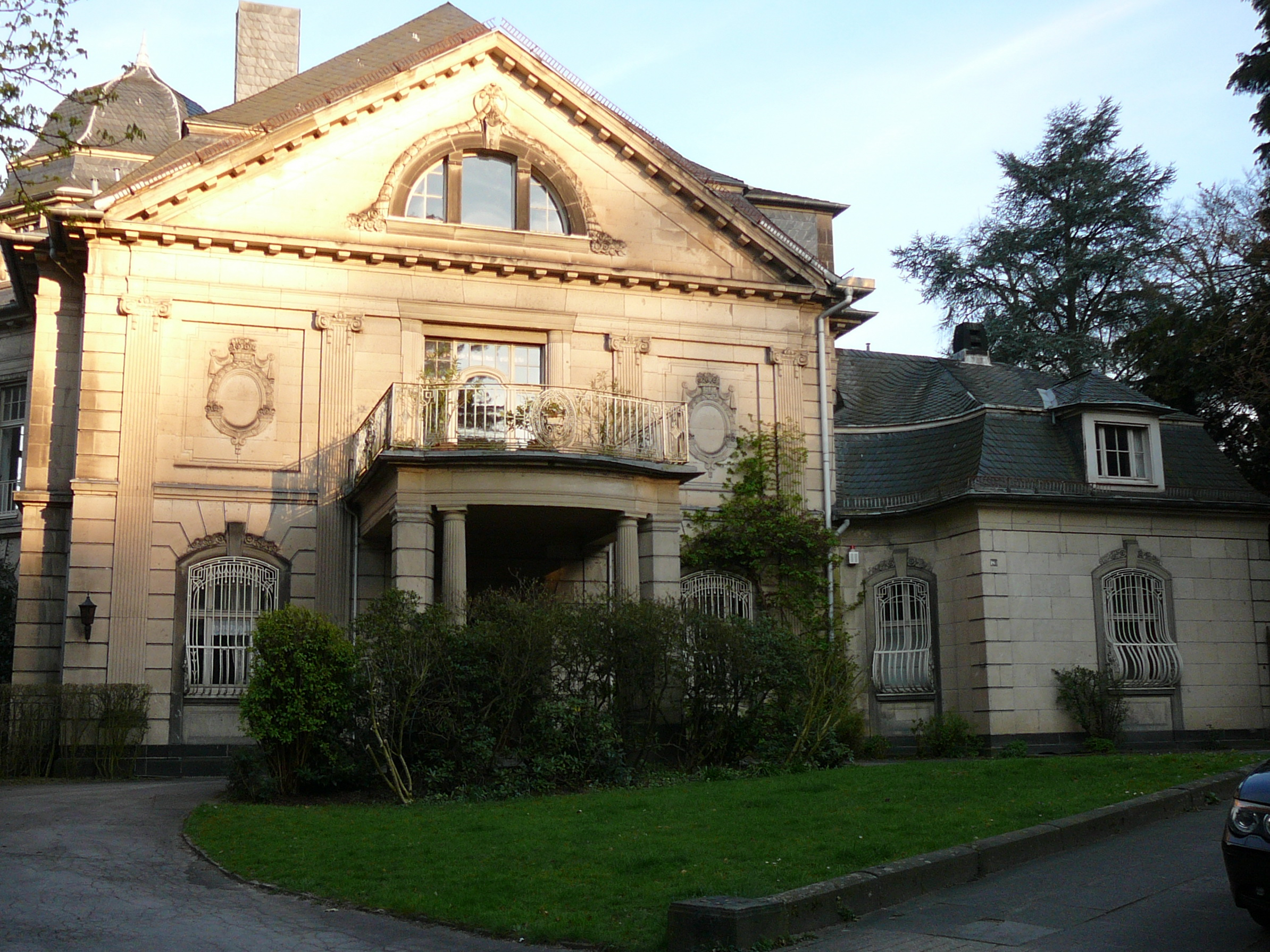
Buschhäuschen 70

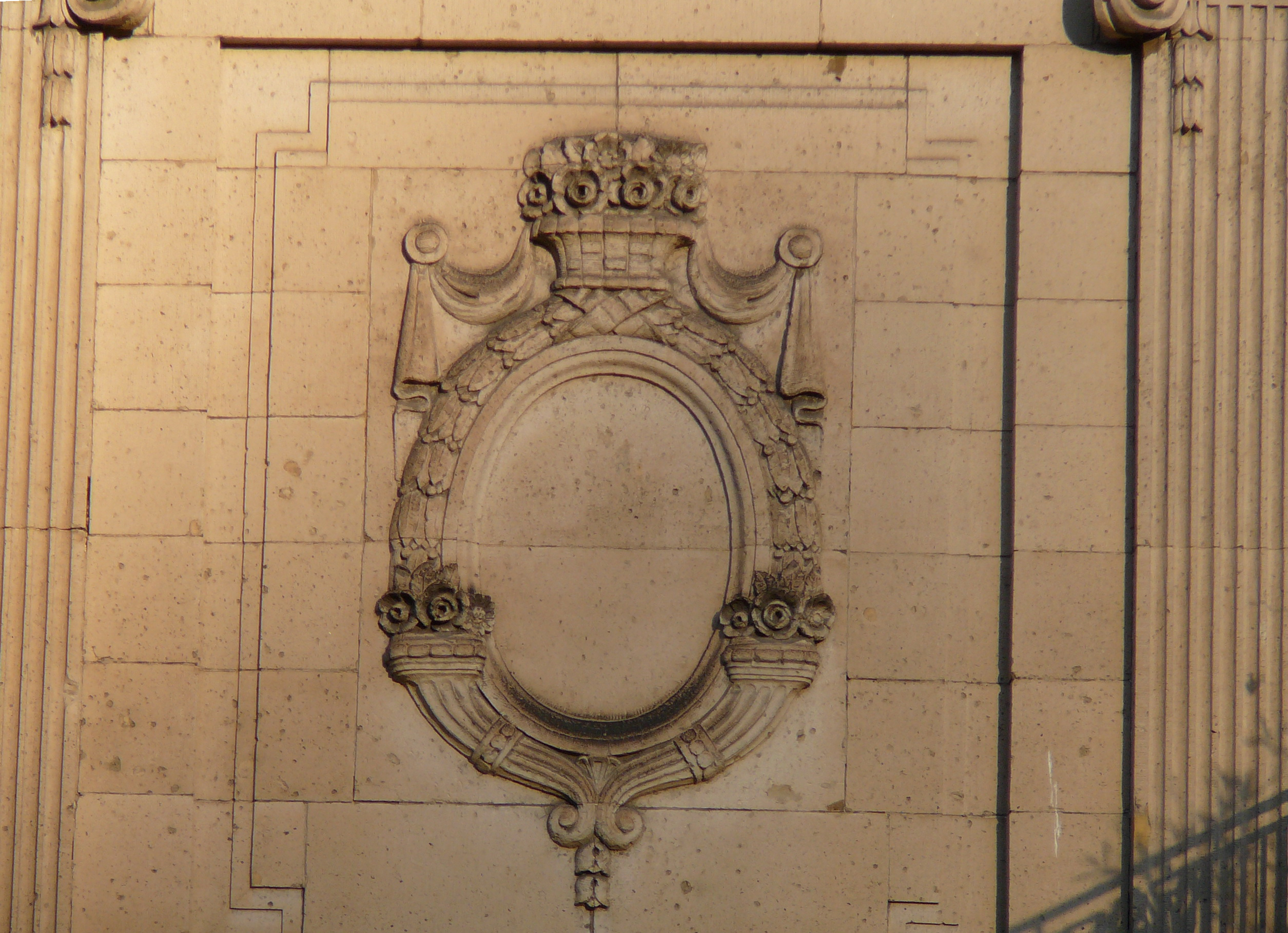
Buschhäuschen 70

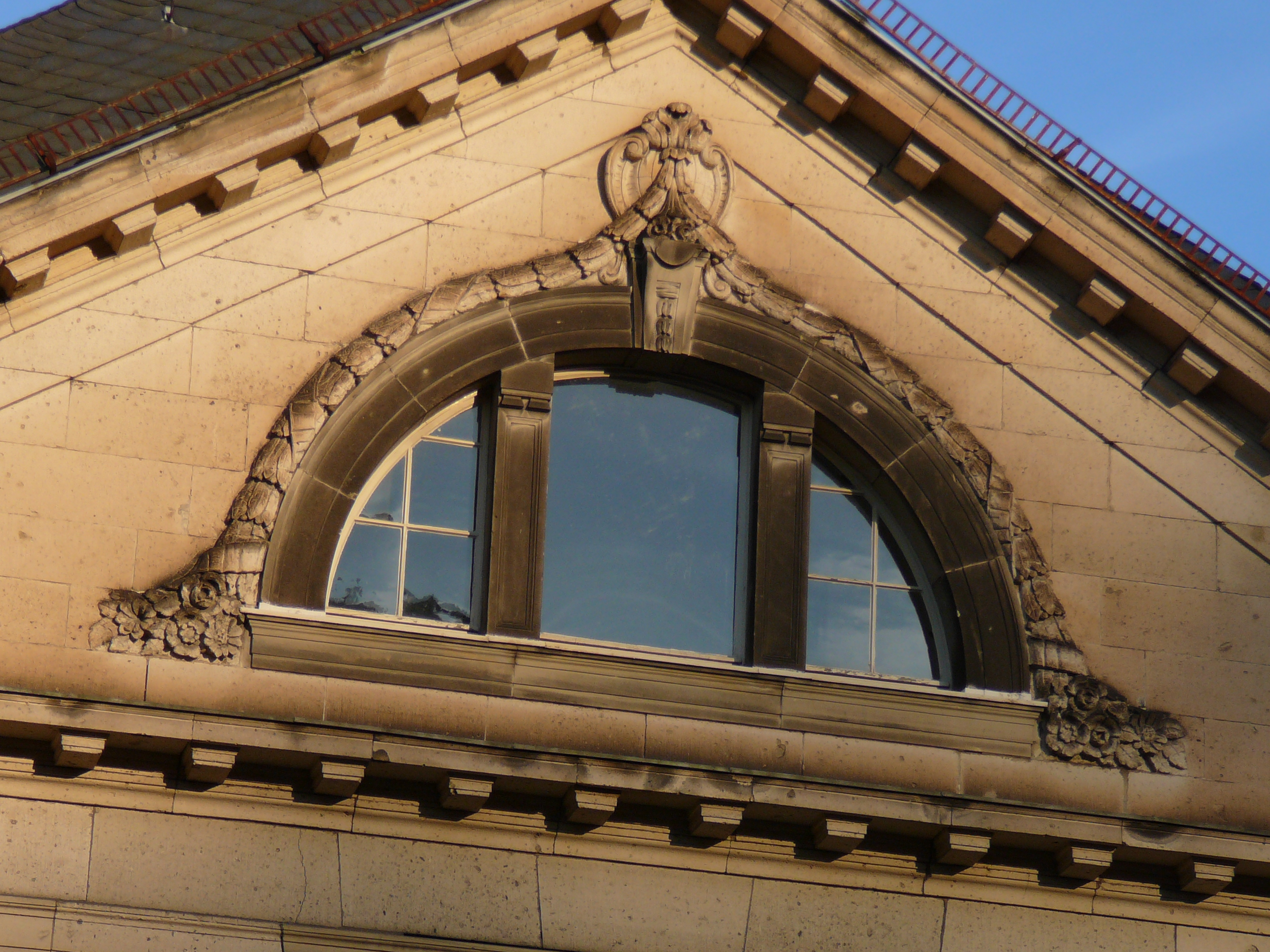
Buschhäuschen 70

Das Haus Noetzlin ist eine unter Denkmalschutz stehende Villa im Wuppertaler Stadtteil Elberfeld.
Das Gebäude, Am Buschhäuschen 70, liegt im Briller Viertel an markanter Ecklage an der Katernberger Straße an der Einmündung zur Straße Am Buschhäuschen. Bauherr des 1911 gebauten repräsentativen Wohnhauses war der Kaufmann und Fabrikbesitzer Ernst Noetzlin. Erworben hatte Noetzlin, der Mitinhaber der Firma de Weerth & Co. war, das Grundstück wahrscheinlich schon 1906. Geplant wurde es vom Regierungsbaumeister und Architekten Heinrich Plange, der für zahlreiche Villen im Viertel verantwortlich war. Man kann annehmen, dass Noetzlin Schweizer Staatsbürger war – denn die Villa wurde während oder kurz nach Kriegsende mittels einer „Schweizer Plakette“ vor der Beschlagnahme Alliierter geschützt. Nach dem Tode Ernst Noetzlin verkaufte sein Sohn und Erbe die Villa 1954 weiter, in dessen Familie das Gebäude heute noch im Besitz ist. Durch den neuen Besitzer wurde in den 1950er Jahren die Villa erweitert und umgebaut.

## Beschreibung des Gebäudes
Das zweigeschossige Gebäude mit Walmdach im neoklassizistischen-neobarocken Stil hat einen rechteckigen Grundriss, der mit einem seitlichen eingeschossigen Anbau versehen ist. Dieser Anbau, mit einem Mansarddach, war für Hauswirtschaftsräume, typisch für die großbürgerlichen, vorstädtischen Wohnhäuser jener Zeit, vorbehalten. Die Schauseite zur Straße ist besonders repräsentativ mit Werksteinmauerwerk ausgeführt, zum Eingang selber führt eine Vorfahrt. Der mittig gelegene Eingang ist mit einem kleinen Portikus ausgestattet und erhebt sich auf zwei Pfeilern und mit zwei kannelierten Säulen. Dieser schützt den segmentbogigen Hauseingang der vom Obergeschoss durch eine dreigeteilte, verglaste Tür mit Oberlicht zugänglich begehbar ist. Dieser Austritt ist durch ein schmiedeeisernes Geländer gesichert.
Hinter dem Gebäude ist das Grundstück parkähnlich gestaltet. Hier befindet sich ein Gartenpavillon mit einem achteckigen Grundriss.
Am 25. Februar 1992 ist die Villa einschließlich der Einfriedigung und des Gartenpavillons unter Baudenkmalschutz gestellt worden.